# Austrophlebia
Austrophlebia là một chi nhỏ chứa các loài chuồn chuồn ngô thuộc họ Aeshnidae. Loài chuồn chuồn này rất lớn với các vệt màu vàng đậm trên ngực.
Chi chỉ có hai loài:
- Austrophlebia costalis (Tillyard, 1907) - Southern Giant Darner[3]
- Austrophlebia subcostalis Theischinger, 1996 - Northern Giant Darner[1]